# 金田村 (青森県)
金田村（かなたむら）は、かつて青森県にあった村。

## 地理
- 河川：町居用水

## 沿革
- 1889年（明治22年）4月1日 - 町村制施行により南津軽郡金屋村、南田中村、新屋町村、李平村が合併し、金田村が発足。
- 1937年（昭和12年）4月1日 - 南津軽郡尾上村と合併し尾上町を新設して消滅。